# Катрин (Північна Дакота)
Катрин (англ. Kathryn) — місто (англ. city) в США, в окрузі Барнс штату Північна Дакота. Населення — 66 осіб (2020).

## Географія
Катрин розташований за координатами 46°40′54″ пн. ш. 97°58′14″ зх. д. / 46.68167° пн. ш. 97.97056° зх. д. (46.681761, -97.970687).  За даними Бюро перепису населення США в 2010 році місто мало площу 1,52 км², уся площа — суходіл.

## Демографія
Згідно з переписом 2010 року, у місті мешкали 52 особи в 30 домогосподарствах у складі 12 родин. Густота населення становила 34 особи/км².  Було 37 помешкань (24/км²).
Расовий склад населення:
| - 100,0 % — білих |

До двох чи більше рас належало 0,0 %. Частка іспаномовних становила 0,0 % від усіх жителів.
За віковим діапазоном населення розподілялося таким чином: 13,5 % — особи молодші 18 років, 42,3 % — особи у віці 18—64 років, 44,2 % — особи у віці 65 років та старші. Медіана віку мешканця становила 59,7 року. На 100 осіб жіночої статі у місті припадало 67,7 чоловіків;  на 100 жінок у віці від 18 років та старших — 73,1 чоловіків також старших 18 років.
Середній дохід на одне домашнє господарство  становив 45 998 доларів США (медіана — 30 000), а середній дохід на одну сім'ю — 48 035 доларів (медіана — 36 875). За межею бідності перебувало 11,1 % осіб, у тому числі 0,0 % дітей у віці до 18 років та 13,9 % осіб у віці 65 років та старших.
Цивільне працевлаштоване населення становило 30 осіб. Основні галузі зайнятості: освіта, охорона здоров'я та соціальна допомога — 46,7 %, транспорт — 16,7 %, мистецтво, розваги та відпочинок — 13,3 %, будівництво — 10,0 %.